# ألين براون (دبلوماسي)
ألين براون (بالإنجليزية: Allen Brown)‏ هو دبلوماسي أسترالي، ولد في 3 يوليو 1911، وتوفي في 2 أغسطس 1999.